# Oliarus incerta
Oliarus incerta är en insektsart som beskrevs av William Lucas Distant 1907. Oliarus incerta ingår i släktet Oliarus och familjen kilstritar. Inga underarter finns listade i Catalogue of Life.